# Garona
La Garona (en occità: Garona, en francès: Garonne, del llatí Garumna) és un riu que discorre per la Gascunya. Amb una longitud de 647 km, la seva conca, de 55.000 km², permet un cabal mitjà a Bordeus de 700 m3/s.
Les primeres aigües, les recull de tot el massís de Saboredo i de la Maladeta, infiltrades en el forat d'Aigualluts.

## Naixement
S'han proposat tres indrets diferents com a naixement del riu Garona. Tradicionalment, els aranesos han establert el naixement a l'Uelh deth Garona (42° 42′ 34″ N, 0° 56′ 43″ E / 42.709494°N,0.945398°E), al Pla de Beret, a uns 1.870 m d'altitud, prop del punt on neix el Noguera Pallaresa. Aquí neix un rierol anomenat Beret-Garona que recorre 2,5 km fins a arribar al fons de la vall alta de la Garona, prop d'Era Pleta de Vaquèira. A partir d'aquí, el riu recorre 38 km fins a la frontera francesa a Pont de Rei, per un total de 40,5 km en terres araneses.

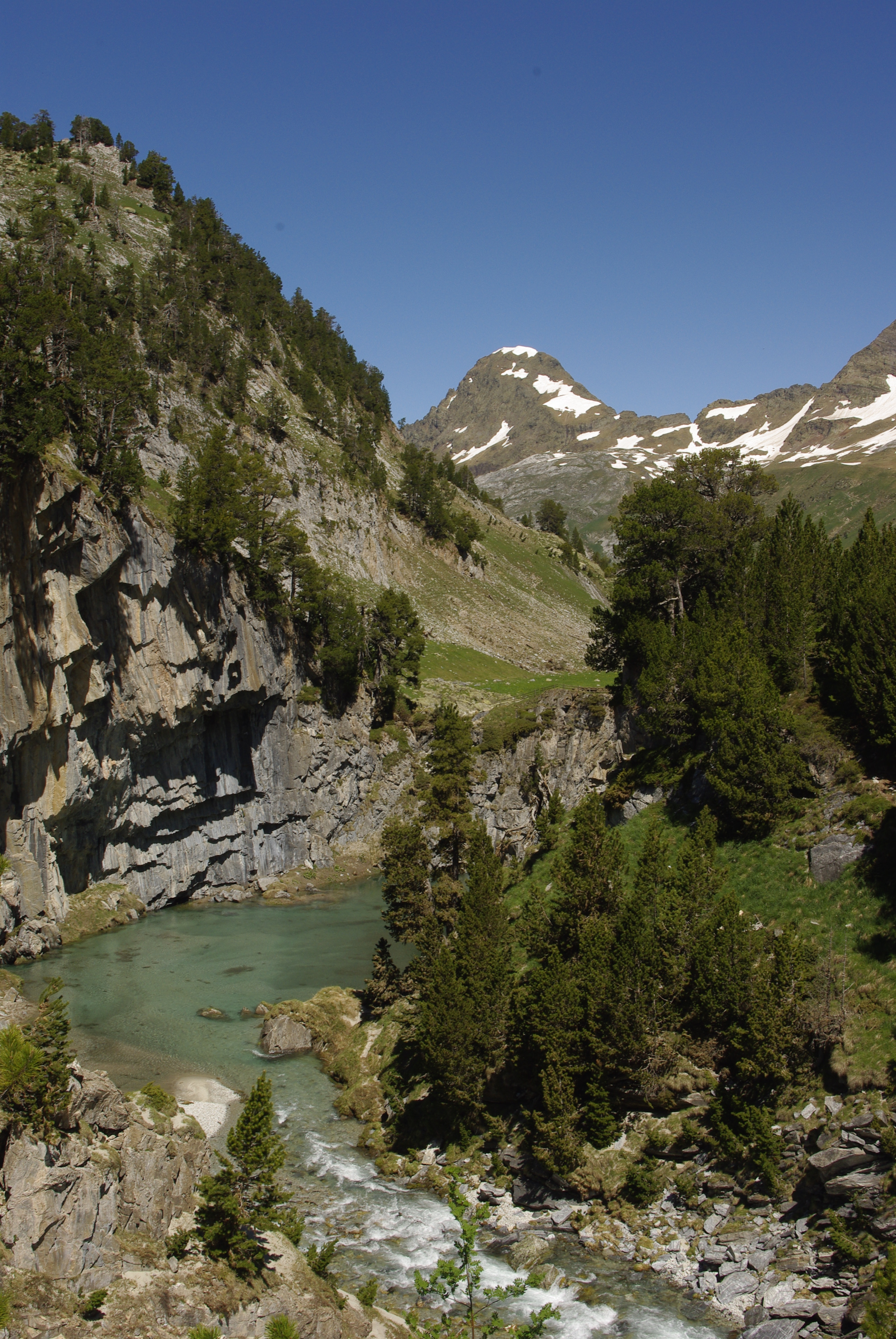
Forat d'Aigualluts

Una segona tesi és el circ Ratera-Saboredo (42° 36′ 26″ N, 0° 57′ 56″ E / 42.607295°N,0.965424°E), a uns 2.600 m d'altitud, on hi ha l'estany més alt de la capçalera del riu de Saboredo, tributari del riu de Ruda. Aquest punt és actualment considerat com a veritable origen de la Garona per múltiples experts i compleix els criteris definits per la National Geographic Society i Smithsonian Institution, que consideren que el naixement està situat al punt de la conca més distant de la desembocadura del riu, seguint tots els possibles recorreguts de l'aigua. El curs d'aigua recorre 16 km des d'aquest origen fins a la confluència del riu de Ruda, també anomenat Ruda-Garona, amb el Beret-Garona, i és, per tant, un recorregut 13,5 km més llarg que la primera tesi. A la confluència, el Ruda-Garona té un cabal de 2,6 m3/s.
Una tercera tesi en situa el naixement al massís de la Maladeta, prop del pic d'Aneto, a la vall de Barrancs (42° 38′ 59″ N, 0° 40′ 06″ E / 42.6498°N,0.6683°E), a més de 2.300 m d'altitud. Les aigües del massís es precipiten al Forau d'Aigualluts (42° 40′ 00″ N, 0° 40′ 01″ E / 42.6666°N,0.6669°E), dolina situada a la comarca aragonesa de la Ribagorça, i posteriorment discorre 4 km sota la Tuca Blanca de Pomèro fins a la Vall d'Aran, on ressorgeix als Uelhs deth Joèu. Aquest trajecte subterrani va ser suggerit pel geòleg Louis Ramond de Carbonnières l'any 1787, però no va poder ser confirmat fins a l'any 1931, quan el francès Norbert Casteret va afegir tinta fluorescent al forat, i va observar el ressorgiment unes hores després a l'altre costat de la muntanya, als Uelhs deth Joèu (42° 40′ 51″ N, 0° 42′ 28″ E / 42.68092°N,0.7077°E), prop d'Artiga de Lin. Atesa l'altitud superior d'aquest origen, en comparació amb la tesi de l'Uelh deth Garona, Casteret va considerar que el riu que neix al Pla de Beret és realment un afluent de la Garona i no la Garona mateix. Després del ressorgiment, el riu forma el que es coneix habitualment amb el nom de riu Joeu, que conflueix amb el riu principal a Es Bòrdes, a uns 800 m d'altitud. El Joeu aporta un cabal de 2,16 m3/s en comparació als 17,7 m3/s que aporta el riu principal. Des d'Aigualluts fins a Es Bòrdes, el Joeu recorre 12,4 km (i 16 més fins a la frontera francesa), fet que el fa menys llarg que el recorregut iniciat a Saboredo.
L'Enciclopèdia Catalana dona com a origen de la Garona l'aiguabarreig de la Garona de Ruda i de la Garona del Joeu, a Es Bòrdes.

## Curs
El riu es dirigeix cap a ponent i al nord tot travessant la Vall d'Aran. Després adopta un arc en direcció nord-oest, que el duu a desembocar a l'oceà Atlàntic a través de l'estuari de la Gironda. En el seu recorregut, travessa les ciutats de Tolosa i arriba al mar a Bordeus.

## Principals afluents
Seguint el curs del riu es troben els afluents següents:
| - el Maudan - el Pique - l'Ourse - la Neste - el Ger - el Noue - el Salat | - el Volp - l'Arize - el Louge - l'Arieja - el Toish - el Maltemps - l'Aussonnelle | - el Sava - el Gimona - l'Ers Mòrt - el Cèra - el Tarn - l'Arrats - el Barguelonne | - l'Auroue - el Séoune - el Gers - el Baïse - el Òlt - el Tolzac - l'Avance | - el Dròt - el Siron - el Gat mort - el Devèze - el Jalle de Blanquefort |

Molts dels noms dels afluents del riu contenen el sufix -ona (Barguelona, Gimona, Lauterona, Marquessona, Ona, Sellona, Tessona…)

### Afluents a la Vall d'Aran
- el riu Unhòla
- el riu de Valarties
- el Nere
- el Joeu
- el riu d'Antoni. Abans de Lés aflueix per l'esquerra.[14]
- el riu Malo, dins del municipi de Salardú.[15]
- el riu de Toran

### Altres afluents de la conca de la Garona
- Afluents i subafluents del Tarn: 
  - Agout
    - Sor
      - Laudot

  - Avairon